# Utricularia violacea
Utricularia violacea este o specie de plante carnivore din genul Utricularia, familia Lentibulariaceae, ordinul Lamiales, descrisă de Robert Brown. Conform Catalogue of Life specia Utricularia violacea nu are subspecii cunoscute.